# 민둥산 (경기)
민둥산은 대한민국 경기도 포천시와 가평군에 걸쳐 있는 높이 1,023m의 산이다.

## 같이 보기
- 한국의 산